# Talladega Superspeedway
Der Talladega Superspeedway ist die größte Rennstrecke im Rennkalender der NASCAR. Sie befindet sich im US-Bundesstaat Alabama und wurde im Jahre 1969 eröffnet. Das Oval ist 2,66 Meilen (4,28 km) lang. Bis zu 175.000 Zuschauer können bei den zweimal jährlich stattfindenden NASCAR-Rennen zusehen.

## Eröffnungsrennen
Bereits vor dem ersten Rennen im Jahr 1969 gab es Probleme: Im Allgemeinen war die Stimmung unter den Fahrern zum damaligen Zeitpunkt schlecht, da sie sich unterbezahlt fühlten. Die Fahrer gründeten die „Professional Drivers Association“ (PDA) und wählten Richard Petty zum Präsidenten. Zuerst wollte die PDA das berühmte Southern 500 in Darlington boykottieren, um folgende Punkte zu erreichen: Höheres Preisgeld, einen besseren Versicherungsschutz, Einführung eines Pensionsfonds für die Piloten sowie Waschgelegenheiten im Fahrerlager.  	
Der Boykott von Darlington fiel aus, da die PDA entschied, dass die Premiere von Talladega für ihr Anliegen den viel besseren Rahmen abgeben würde. Und tatsächlich: Am ersten Trainingstag auf dem neuen Kurs warfen die Reifen der Schnellsten große Blasen. Niemand wusste genau, woran es lag, selbst die Fachleute des Reifenlieferanten Goodyear waren ratlos. Die meisten tippten darauf, dass es nicht an der Geschwindigkeit lag, sondern an dem rauen Asphalt. So kam es zu heftigen Diskussionen zwischen Bill France senior, dem Chef von NASCAR und Besitzer der Strecke, dem Reifenhersteller Goodyear, der PDA und den Werksteams. Die NASCAR bzw. Bill France wollte das Rennen auf jeden Fall starten und erklärte, dass die Strecke und die Reifen sicher wären. Er bot sogar an, sich selbst in ein Rennauto zu setzen, um es zu beweisen. Goodyear bat darum, das Rennen zu verschieben, um neue Reifen produzieren zu können. Als das abgelehnt wurde, bat Goodyear die Fahrer, nicht schneller als 185 mph (298 km/h) zu fahren, aber daran wollten die sich nicht halten. Die Hersteller Ford und Chrysler zwangen weder ihre Piloten zu fahren (was NASCAR-Boss France ärgerte), noch zogen sie ihre Autos zurück (was die Fahrer ärgerte). Stattdessen verkündeten sie, dass ihre Autos an der Strecke bleiben würden und von jedem gefahren werden könnten, der Lust habe. So kam es dann auch. Der einzige prominente Fahrer, der am Sonntag an den Start ging, war Bobby Isaac, der Rest des Feldes bestand aus wenig bekannten Fahrern, die meisten davon aus der Grand American Serie. Das Rennen wurde immer wieder unterbrochen, offiziell wegen Trümmern auf der Strecke. Tatsächlich wollte man den Fahrern die Chance geben, die Reifen zu wechseln, bevor es zu Reifenschäden kam. Der Sieger des Rennens war ein unbekannter Fahrer namens Richard Brickhouse. Danach hörte man nichts mehr von ihm, es blieb sein einziges NASCAR-Rennen. Auch die PDA blieb nach diesem Rennen einflusslos, sie löste sich 1975 wieder auf, ohne viel erreicht zu haben.

## Schnellste Runden und die Einführung von Restrictor Plates

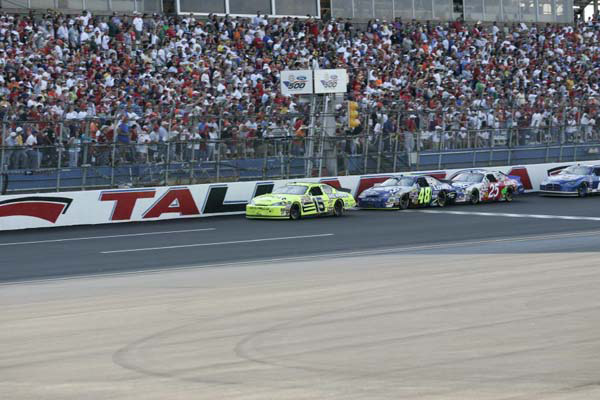
Paul Menard an der Spitze des Feldes beim UAW Ford 500 im Oktober 2006.

Bis heute hält Bill Elliott den Rekord für die schnellste Runde in einem NASCAR-Rennauto: 212,809 mph (342,483 km/h). Dieser Rekord wurde durch eine stetige Verbesserung der Aerodynamik der Autos ermöglicht. Der Rekord, gefahren mit einem Ford Thunderbird, besteht seit dem 30. April 1987. An diesem Tag fand das Qualifying für das Winston 500 statt. Am darauffolgenden Renntag kam es allerdings zu einem Unfall, der dafür sorgte, dass dies wohl ein ewiger Rekord sein wird. In der 22. Runde hatte Bobby Allison einen Reifenschaden und drehte sich. Sein Buick hob ab und schlug in den Fangzaun ein. Dabei wurden einige Fans von umherfliegenden Trümmerteilen verletzt. Daraufhin führte die NASCAR die sogenannten „Restrictor Plates“ für die zwei Superspeedways Talladega und den fast baugleichen Daytona International Speedway ein, um die Motorleistung der Autos zu reduzieren. Dadurch gingen die Geschwindigkeiten um circa 20 mph zurück auf einen Rundendurchschnitt von etwa 190 mph (306 km/h).
Durch die reduzierte Motorleistung sehen die NASCAR-Rennen in Talladega und Daytona etwas anders aus als auf den anderen Superspeedways. Für ein einzelnes Auto ist es durch die reduzierte Leistung schwierig, einen Vorsprung gegenüber dem restlichen Feld herauszufahren. Meist bilden sich direkt nach dem Start große Pulks, in denen die Fahrer mit minimalem Abstand (meist weniger als einem Meter) hintereinander fahren. Durch dieses Windschattenfahren ist es möglich, eine höhere Endgeschwindigkeit zu erreichen als mit einem einzelnen Auto. Ein Auto, das aus dem Windschatten des Vordermanns herausfährt, um zu überholen, hat kaum eine Chance, es sei denn, es bleiben mehrere Autos hinter ihm, um seine (und ihre) Aerodynamik zu verbessern. So kommt es immer wieder vor, dass drei und zum Teil sogar vier Autoschlangen nebeneinander fahren, um sich zu überholen. Dadurch verlangen diese Rennen ein Höchstmaß an Konzentration von allen Fahrern. Und dennoch kommt es immer wieder zu Massenunfällen, den sogenannten „the big one(s)“. Da die Geschwindigkeiten der Autos trotz Restrictor Plate immer noch sehr hoch sind (circa 190 mph = über 300 km/h) reicht es, wenn ein einzelner Fahrer die Kontrolle über sein Auto verliert. Durch den geringen Abstand und die hohe Geschwindigkeit ist es unmöglich auszuweichen. Ein Unfall, in den 20 Autos verwickelt sind, ist keine Seltenheit. Die NASCAR versucht ständig, dieses Problem in den Griff bekommen. So wurde mit verschiedenen Größen der Restrictor Plate experimentiert und der Winkel des Heckspoilers wurde vorgeschrieben, um die Aerodynamik der Autos zu verschlechtern. In den späten 1990ern gab es auch Versuche mit einem kleinen Spoiler auf dem Dach, der die Aerodynamik noch weiter negativ beeinflussen sollte, aber auch diese Versuche konnten das Problem nicht lösen. Einschneidende Veränderungen soll das Car of Tomorrow bringen. Das Äußere dieses Fahrzeugs ist nicht so aerodynamisch wie das der heutigen Rennwagen. Optisch erinnert es mehr an die kantigen Rennwagen der frühen 1980er Jahre.
Im Juni 2004 testete Rusty Wallace ein Auto ohne Restrictor Plate auf dem Talladega Superspeedway. Auf der Geraden erreichte er eine Geschwindigkeit von 228 mph (367 km/h), was zu einem Rundenschnitt von 216,306 mph (348 km/h) führte.

## Herbstrennen 2006
Das Herbstrennen 2006 am Wochenende des 8. Oktober 2006 wies mehrere Besonderheiten auf. Die neu aufgetragene Asphaltdecke führte in den freien Trainings zu höheren Rundengeschwindigkeiten als in den Vorjahren, weshalb kurzfristig neue Restrictor plates mit kleineren Luftdurchlässen vorgeschrieben wurden.
Hintergrund war die Befürchtung, dass die Autos nach einem Unfall von der Fahrbahn abheben könnten. Im Rennen selbst gab es einen „Big One“, der unter anderem die Chancen Jeff Gordons auf die Meisterschaft deutlich minimierte. Diese Unberechenbarkeit für die Meisterschaft wurde schon im Vorfeld kritisiert. So sprach sich unter anderem Jerry Bonkowski dafür aus, in den entscheidenden zehn Rennen nicht mehr in Talladega zu fahren. Der Talladega Speedway blieb jedoch im Kalender und war auch 2011 eine der zehn Rennstrecken im Chase for the Sprint Cup.